# Meoneura prima
Meoneura prima är en tvåvingeart som först beskrevs av Becker 1903.  Meoneura prima ingår i släktet Meoneura och familjen kadaverflugor. Arten är reproducerande i Sverige. Inga underarter finns listade i Catalogue of Life.